# Makówiec Mały
Makówiec Mały – wieś sołecka w Polsce położona w województwie mazowieckim, w powiecie mińskim, w gminie Dobre. Przez miejscowość przepływa niewielka rzeka Osownica, dopływ Liwca.
W latach 1975–1998 miejscowość administracyjnie należała do województwa siedleckiego.
Wierni Kościoła rzymskokatolickiego należą do parafii św. Mikołaja w Dobrem.